# Божими (Мазовецьке воєводство)
Божими (пол. Borzymy) — село в Польщі, у гміні Ядув Воломінського повіту Мазовецького воєводства.
Населення — 399 осіб (2011).
У 1975-1998 роках село належало до Седлецького воєводства.

## Демографія
Демографічна структура станом на 31 березня 2011 року:
|          | Загалом | Допрацездатний вік | Працездатний вік | Постпрацездатний вік |
| -------- | ------- | ------------------ | ---------------- | -------------------- |
| Чоловіки | 195     | 44                 | 127              | 24                   |
| Жінки    | 204     | 39                 | 117              | 48                   |
| Разом    | 399     | 83                 | 244              | 72                   |